# ボリス・クリストフ

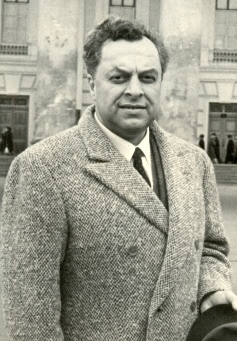
ボリス・クリストフ

ボリス・クリストフ（Boris Christoff, Борис Христов, 1914年5月18日 - 1993年6月28日）は、ブルガリアのバス歌手。20世紀におけるもっとも偉大なバスの一人に数えられる。

## 生涯
学校教師の父とロシア系の母の息子としてソフィアに生まれる。クリストフは早くから歌唱の才能を示し、少年のうちからソフィアのアレクサンデル・ネフスキー大聖堂の合唱隊に加わった。1930年代には大学で法律を専攻し、一旦は司法関係の職に就いたが余暇にはソフィアのグスラ合唱団で歌を続け、1940年には同合唱団のソロイストとして成功を収める。政府の許可を得て、1942年に出国し、ローマで有名なバリトン、リッカルド・ストラッチャーリ（it:Riccardo Stracciari）に師事、2年間にわたってイタリア・オペラのバスのレパートリーを学ぶ。
第二次世界大戦の激化に伴いクリストフはオーストリアに避難し、同地でオペラ出演やリサイタルなども行ったが、終戦直前の混乱で収容所に収監されるなどした。釈放され1945年の年末にはローマに帰還、再びストラッチャーリの下で研鑽を積む。イタリアでのオペラ舞台デビューは1946年、プッチーニ『ラ・ボエーム』のコリーネ役（正確な日時、場所は各説あり）。すぐに国際的な活躍を開始し、1947年からはミラノ・スカラ座、1949年からロンドン・コヴェントガーデン王立歌劇場、その他リオデジャネイロで出演するなど、欧州および南米の主要歌劇場の舞台で大活躍する。
1950年にはニューヨーク・メトロポリタン歌劇場に招かれたが、ソビエト連邦の勢力下にある諸国からの米国入国を制限するマッカラン法によって入国が拒絶される。入国制限が緩和された後、1956年にクリストフはようやくアメリカでのデビューを果たし（サンフランシスコ歌劇場）、またシカゴ歌劇場でもしばしば歌ったが、メトからの招請は生涯拒み続けることとなった。
1964年に脳腫瘍手術を受け、翌年には活動復帰するが以前ほど活発ではなくなった。1967年には、母親の葬儀のため、1945年以来久しぶりに故国ブルガリアへの入国が許可されている。その後もしばしば印象的な舞台を演じ、公式な引退は1986年6月22日、ローマの聖チェチーリア音楽院でのリサイタル。1993年にローマで死去した後、遺骸はソフィアに運ばれ、アレクサンデル・ネフスキー大聖堂にて国葬級の扱いで葬られた。

## 人物
大きな声量、印象的な音色と舞台姿、そして力強い劇的表現に秀でたクリストフは、シャリアピンなどの偉大なスラブ系バス歌手の系譜につらなる正当な後継者と見なされていた。オペラのレパートリーはロシアのオペラ、およびヴェルディ作曲のものが殆どだったが、歌曲においても洗練された表現を聴かせた。代表的な役柄としては、ムソルグスキーの『ボリス・ゴドゥノフ』、リムスキー＝コルサコフの『イワン雷帝』、ボロディンの『イーゴリ公』のそれぞれタイトル・ロール、ヴェルディ『ドン・カルロ』のフィリッポ2世役などが挙げられる。
舞台上では偉大な歌手であったクリストフだが、同僚歌手や指揮者、演出家との間では人間関係上のトラブルが多かった。1955年にはローマで、ケルビーニ『メデア』の上演中にマリア・カラスと衝突、また1961年には、同じブルガリア出身の若きバス、ニコライ・ギャウロフに対して共産党政権に追従しているとの批判を行い、クリストフがスカラ座の契約を打ち切られるという事態を招いている。
バリトンのティート・ゴッビは義兄弟にあたる。